# 100 uruguayos dicen
100 uruguayos dicen es un programa de concursos uruguayo, emitido por Teledoce. Estrenado el 25 de noviembre de 2021, se trata de la segunda adaptación local del formato estadounidense Family Feud, creado por Mark Goodson en la década de 1970.
Tras la emisión de dos temporadas en su formato original —con participantes adultos—, presentadas por Maximiliano de la Cruz en primer lugar, y luego por Christian Font, en diciembre de 2024 se estrenó una versión juvenil del formato, con la conducción de Pablo Turturiello.

## Historia
La primera versión uruguaya del formato estadounidense Family Feud se emitió durante 2008 por Canal 10, con la conducción de Humberto de Vargas, siendo titulada ¿Que dice la gente?
En agosto de 2021, se anunció que Teledoce había adquirido los derechos y estaba produciendo una nueva versión del formato, bajo el título de 100 uruguayos dicen. Semanas más tarde se anunció que Maximiliano de la Cruz estaría frente a la conducción del programa, el cual fue estrenado el 25 de noviembre, con altos índices de audiencia. Durante la emisión del programa, se emitieron episodios especiales con celebridades como participantes. Asimismo, a partir del episodio del 3 de mayo de 2022, comenzó a emitirse los martes.
En agosto de 2022, De la Cruz anunció su salida del progama, tras ser fichado como presentador de ¿Quién es la máscara?. En los días siguientes se anunció que sería reemplazado por el periodista y comunicador Christian Font. El último episodio de la primera temporada —con la conducción de De la Cruz— fue emitido el 14 de septiembre de 2022, mientras que la segunda temporada, con Font a la cabeza, fue estrenada una semana más tarde. La misma finalizó el 27 de junio de 2023.

## Versión juvenil
A mediados de octubre de 2024, la cadena anunció la producción de una versión juvenil del formato, con el título 100 uruguayos dicen Junior. Semanas más tarde se confirmó que el actor y cantante Pablo Turturiello sería el presentador, en lo que marcaría su debut en la conducción televisiva. Se abrieron las inscripciones para adolescentes entre las edades de 13 y 16, y se anunció a Candelaria de la Cruz como host digital.
A fines de noviembre se confirmó la fecha de estrenó para el jueves 19 de diciembre a las 21:00, durante el horario central de la cadena, y como parte del bloque de programación para el verano 2024-2025.